# Szpada

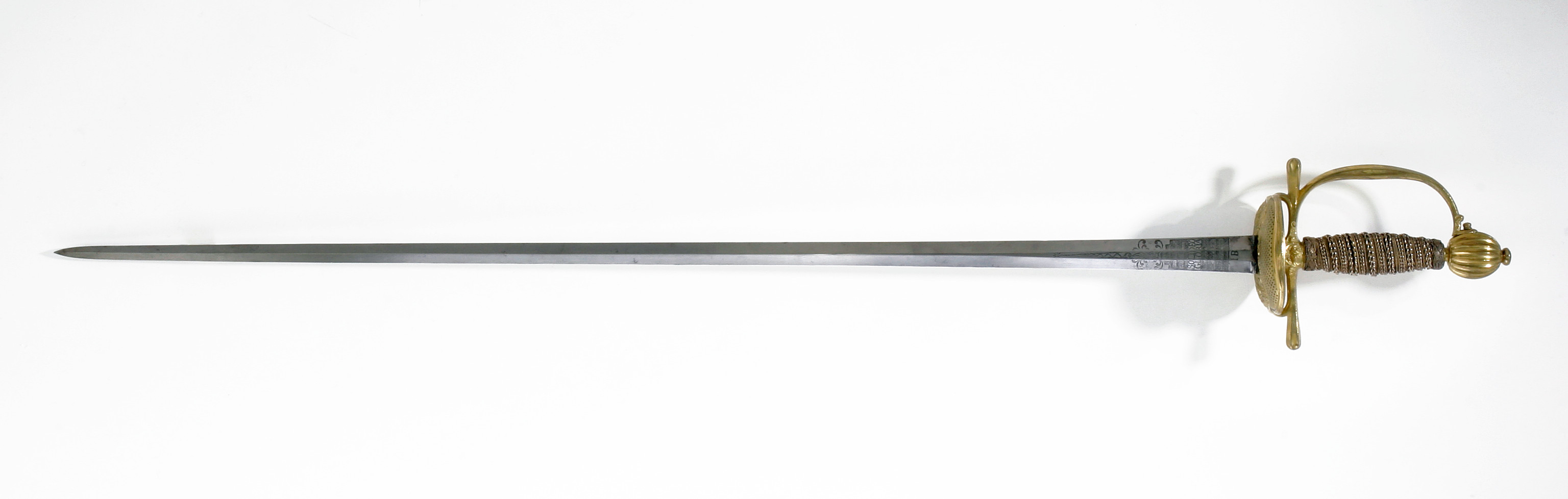
Szpada (początek XVIII w.)

Szpada (z wł. spada) – kolna broń biała, powstała w XVII wieku na zachodzie Europy, ewoluując z rapiera jako broń mniejsza, lżejsza i poręczniejsza.

## Historia
Powstała w latach 1620–1640 we Włoszech i szybko stała się bardzo popularną bronią we Francji i innych krajach Europy. Nazywano ją „mieczem spacerowym” i „mieczem do poduszki” ze względu na wyjątkową poręczność i niewielkie rozmiary. Z czasem utraciła skomplikowaną, rapierową oprawę rękojeści, a zyskała tarczkę ochronną. Od XVIII wieku traktowana jako broń przyboczna i część ubioru szlachcica (podobnie jak szabla w Polsce), dzięki czemu stała się lżejsza od niewygodnego rapiera. Waga szpady wynosiła około pół kilograma a długość 90 cm. Znane użycie w polszczyźnie około 1656.
Pod koniec XIX wieku upowszechniono nowy rodzaj szpady – szpadę pojedynkową. Przypominała ona współczesną szpadę sportową z francuską rękojeścią i była używana wyłącznie w pojedynkach. Ostatecznie szpada przekształciła się w broń sportową i w takim charakterze używana jest do dziś w szermierce sportowej.

## Szpada sportowa

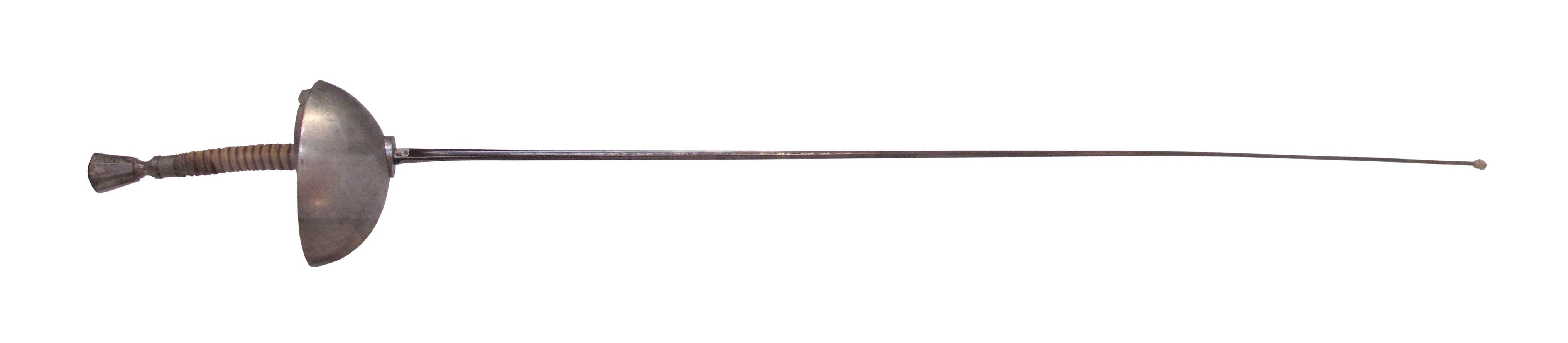
Szpada sportowa

Obecnie w sporcie, w walce szpadą, polem trafienia jest całe ciało – od maski aż po buty. Jest to sport, który charakteryzuje się niezwykłą szybkością oraz walecznością, w którym nie liczy się, kto rozpoczął natarcie, ale kto wcześniej osadził koniec broni, powodując zapalenie się swojej lampy. Zasady walki, w przeciwieństwie do zasad umownych, takich jak floret i szabla, w niemałym stopniu odzwierciedlają specyfikę walki ostrą bronią.

### Zasady walki
Pierwotnie walczono wyłącznie do jednego trafienia, jednak w ciągu XX wieku z powodu małej widowiskowości walk stopniowo zwiększano liczbę punktów wymaganych do zdobycia, by wygrać walkę. Obecnie walczy się do 5, 10 lub 15 trafień, w zależności od etapu i rodzaju zawodów.
We współczesnej szpadzie sportowej punkt przyznaje się temu, kto trafił przeciwnika i w przeciągu następnych 40 milisekund nie otrzymał trafienia. W przypadku, gdy obaj szermierze trafią się w czasie mniejszym niż 40 milisekund, obaj zawodnicy otrzymują punkt. Trafienia zadane po tym czasie są ignorowane, niezależnie od tego, gdzie i z jaką siłą zostaną zadane.

### Parametry
Współczesne szpady sportowe ważą między 300 a 450 gramów, choć regulamin Międzynarodowej Federacji Szermierczej zezwala na szpady ważące do 770 g. Klingi szpadowe dla dorosłych zawodników mierzą 90 cm od kosza do czubka punty, jest to tzw. rozmiar „5”. Rozmiary przelicza się na centymetry poprzez pomnożenie cyfry rozmiaru przez 2,5 cm (1 cal) i dodanie do 75 cm (30 cali). Dla przykładu klinga rozmiaru „0” ma długość 75 cm (30 cali) a rozmiaru „2” – 80 cm (32 cale).
Międzynarodowa Federacja Szermiercza ustanowiła następujące czasy dotyczące sposobu rejestrowania punktów w walce na szpady:
Czas wciśnięcia („dwell time”): 3,3 milisekundy
Jest to czas, przez jaki obwód musi być zamknięty, aby zarejestrować trafienie (patrz – punta).
Czas odcięcia („cut-out time”): 40 milisekund
Jest to okres, w jakim aparat rejestruje trafienia, zanim odetnie sygnał z broni szermierzy. Trafienia obu szermierzy zadane w odstępie krótszym niż czas odcięcia będą rejestrowane jako trafienia punktowane. W przypadku gdy obaj szermierze trafią się w odstępie większym niż 40 ms, punkt otrzymuje osoba trafiająca wcześniej.

### Igrzyska olimpijskie
Jest to jedna z konkurencji szermierczych rozgrywana także na igrzyskach olimpijskich, gdzie reprezentanci Polski wywalczyli 4 medale:
- brązowy w Paryżu 2024 – drużyna w składzie: Aleksandra Jarecka, Alicja Klasik, Renata Knapik-Miazga, Martyna Swatowska-Wenglarczyk
- srebrny w Pekinie 2008 – drużyna w składzie: Tomasz Motyka, Adam Wiercioch, Radosław Zawrotniak, Robert Andrzejuk
- srebrny w Moskwie 1980 – drużyna w składzie: Ludomir Chronowski, Piotr Jabłkowski, Andrzej Lis, Mariusz Strzałka, Leszek Swornowski
- brązowy w Meksyku 1968 – drużyna w składzie: Bohdan Andrzejewski, Kazimierz Barburski, Michał Butkiewicz, Bohdan Gonsior, Henryk Nielaba